# Dornumersiel
Dornumersiel è una frazione (Ortsteil) del comune di Dornum, nel land della Bassa Sassonia, in Germania.

## Storia
Già comune autonomo, il 1º luglio 1972 incorporò il territorio di Dornumergrode, Westeraccumersiel e Westerbur. Fu unito a Dornum il 1º novembre 2001.